# Marco Fossati
Marco Ezio Fossati (Monza, 5 ottobre 1992) è un calciatore italiano, centrocampista del Trento.

## Carriera

### Club
Debutta a livello professionistico nel 2010, quando dall'Inter passa ai cugini del Milan – club con cui aveva a sua volta iniziato la trafila delle giovanili – disputando il Campionato Primavera, nel quale colleziona 25 presenze segnando 8 reti. Scende in campo anche nella Supercoppa Primavera.
Dopo l'esperienza nei campionati giovanili, i rossoneri iniziano a mandarlo in prestito in varie formazioni della penisola. Dapprima il Latina si garantisce le sue prestazioni per la successiva stagione in Prima Divisione; è autore di 3 reti in 23 presenze nel girone B, giocando con il club laziale campionato e play-out.
Dopo l'annata in terza serie, esordisce in Serie B con i bianconeri dell'Ascoli, rendendosi protagonista in 34 gare, segnando 4 reti e fornendo 2 assist ai propri compagni di squadra, in un torneo chiuso tuttavia con la retrocessione dei marchigiani; al contempo debutta in Coppa Italia calcando i campi della competizione in 2 occasioni. Rimane in cadetteria anche nella stagione 2013-2014, accasandosi al Bari con cui arriva a giocarsi i play-off.
L'annata seguente permane in seconda serie, vestendo la maglia del neopromosso Perugia con cui raggiunge nuovamente i play-off; le sue prestazioni con la maglia dei grifoni, di cui indossa talvolta anche la fascia di capitano, gli valgono il secondo posto nella Top 15 dei centrocampisti del torneo cadetto stilata dalla Lega Serie B.
Il 24 giugno 2015 si accorda coi pari categoria del Cagliari, con cui firma un contratto triennale. Il 27 dicembre 2015 segna la sua prima e unica rete con la maglia del Cagliari nella vittoria contro la Pro Vercelli. 
L'8 luglio 2016 viene ceduto in prestito al Verona, con obbligo di riscatto in caso di promozione scaligera in Serie A, nell'ambito dell'operazione che ha portato Rafael alla squadra sarda. Mette a segno la prima rete in gare ufficiali con la maglia gialloblù nel terzo turno di Coppa Italia, contro il Crotone. La sua rete all'undicesimo del primo tempo sblocca l'incontro che si chiuderà poi con la vittoria della compagine scaligera per 2-1. Il 5 novembre seguente realizza una doppietta in campionato nella vittoria esterna contro lo Spezia. Termina la stagione con la promozione in Serie A e quindi, come da accordi, il 10 giugno 2017 viene riscattato dalla società scaligera.
Debutta in Serie A con gli scaligeri il 16 settembre alla quarta giornata di campionato nella partita persa per 3-0 allo Stadio Olimpico contro la Roma subentrando al 75º minuto a Bruno Zuculini; nella partita si è reso protagonista di uno sfortunato episodio con il compagno di squadra Alex Ferrari a cui rifila involontariamente un calcione nel tentativo di rinviare un pallone. Con 17 presenze non riesce a evitare la retrocessione dei veneti e la stagione seguente non vede il campo neanche una volta.
Il 5 gennaio 2019 viene acquistato dal Monza, squadra della sua città natale, che milita in Serie C. Il 5 maggio successivo, sigla la sua prima rete con la maglia brianzola, nella vittoria in trasferta per 3-0 contro il Südtirol.
L'11 febbraio 2021 si trasferisce al club croato dell'Hajduk Spalato in prestito fino a fine stagione. Il 31 agosto dello stesso anno si accasa a titolo definitivo, senza indennizzo per i Brianzoli, nella squadra spalatina dopo aver firmato un contratto triennale.
Il 26 novembre seguente, in occasione del match casalingo vinto 4-0 contro l'Istria 1961, segna la sua prima rete con la casacca dei Majstori s mora.
Il 18 agosto 2022 fa il suo debutto europeo trasformando anche un rigore in occasione del turno di andata del play-off di Conference League perso contro il Villarreal (4-2). Nel giugno del 2023, Fossati lascia ufficialmente il club croato dopo due anni e mezzo, al termine naturale del suo contratto.
Il 23 settembre 2023, Fossati viene ingaggiato a parametro zero dall'U Cluj, nella massima serie romena, con cui firma un contratto annuale.
Il 23 agosto 2024, fa ritorno in Italia dopo tre stagioni, venendo tesserato dall'AlbinoLeffe, in Serie C.

### Nazionale
Con la maglia della Nazionale italiana disputa l'Europeo Under-17 del 2009, venendo poi convocato nelle Nazionali superiori solo per amichevoli. Il 9 settembre ha esordito in Under-21 disputando l'incontro Cipro-Italia (0-2) valevole per le qualificazioni all'Europeo di categoria del 2015.

## Filmografia
- 2015 - Una meravigliosa stagione fallimentare

## Statistiche

### Presenze e reti nei club
Statistiche aggiornate al 4 agosto 2025.
| Stagione              | Squadra               | Campionato            | Campionato | Campionato | Coppe nazionali | Coppe nazionali | Coppe nazionali | Coppe continentali | Coppe continentali | Coppe continentali | Altre coppe | Altre coppe | Altre coppe | Totale | Totale |
| Stagione              | Squadra               | Comp                  | Pres       | Reti       | Comp            | Pres            | Reti            | Comp               | Pres               | Reti               | Comp        | Pres        | Reti        | Pres   | Reti   |
| --------------------- | --------------------- | --------------------- | ---------- | ---------- | --------------- | --------------- | --------------- | ------------------ | ------------------ | ------------------ | ----------- | ----------- | ----------- | ------ | ------ |
| 2011-2012             | Latina                | 1D                    | 22+1       | 3          | CI+CI-LP        | 0+1             | 0               | -                  | -                  | -                  | -           | -           | -           | 24     | 3      |
| 2012-2013             | Ascoli                | B                     | 34         | 4          | CI              | 2               | 0               | -                  | -                  | -                  | -           | -           | -           | 36     | 4      |
| 2013-2014             | Bari                  | B                     | 23+3       | 0          | CI              | 1               | 0               |                    | -                  | -                  | -           | -           | -           | 27     | 0      |
| 2014-2015             | Perugia               | B                     | 33+1       | 3          | CI              | 2               | 0               | -                  | -                  | -                  | -           | -           | -           | 36     | 3      |
| 2015-2016             | Cagliari              | B                     | 36         | 1          | CI              | 1               | 0               | -                  | -                  | -                  | -           | -           | -           | 37     | 1      |
| 2016-2017             | Verona                | B                     | 37         | 2          | CI              | 2               | 1               | -                  | -                  | -                  | -           | -           | -           | 39     | 3      |
| 2017-2018             | Verona                | A                     | 17         | 0          | CI              | 2               | 0               | -                  | -                  | -                  | -           | -           | -           | 19     | 0      |
| 2018-gen. 2019        | Verona                | B                     | 0          | 0          | CI              | 0               | 0               | -                  | -                  | -                  | -           | -           | -           | 0      | 0      |
| Totale Hellas Verona  | Totale Hellas Verona  | Totale Hellas Verona  | 54         | 2          |                 | 4               | 1               |                    | -                  | -                  |             | -           | -           | 58     | 3      |
| gen.-giu. 2019        | Monza                 | C                     | 13+1       | 1          | CI+CI-C         | 0+3             | 0               | -                  | -                  | -                  | -           | -           | -           | 17     | 1      |
| 2019-2020             | Monza                 | C                     | 22         | 2          | CI+CI-C         | 2+0             | 0               | -                  | -                  | -                  | -           | -           | -           | 24     | 2      |
| 2020-feb. 2021        | Monza                 | B                     | 10         | 0          | CI              | 2               | 0               | -                  | -                  | -                  | -           | -           | -           | 12     | 0      |
| Totale Monza          | Totale Monza          | Totale Monza          | 45+1       | 3          |                 | 7               | 0               |                    | -                  | -                  |             | -           | -           | 53     | 3      |
| feb.-giu. 2021        | Hajduk Spalato        | 1. HNL                | 13         | 0          | CC              | 2               | 0               | -                  | -                  | -                  | -           | -           |             | 15     | 0      |
| 2021-2022             | Hajduk Spalato        | 1. HNL                | 26         | 1          | CC              | 4               | 0               | UECL               | 0                  | 0                  | -           | -           | -           | 30     | 1      |
| 2022-2023             | Hajduk Spalato        | 1. HNL                | 18         | 0          | CC              | 1               | 0               | UECL               | 2                  | 1                  | SC          | 0           | 0           | 21     | 1      |
| Totale Hajduk Spalato | Totale Hajduk Spalato | Totale Hajduk Spalato | 57         | 1          |                 | 7               | 0               |                    | 2                  | 1                  |             | 0           | 0           | 66     | 2      |
| 2023-2024             | U Cluj                | L1                    | 10+1       | 0          | CR              | 2               | 1               | -                  | -                  | -                  | -           | -           | -           | 13     | 1      |
| 2024-2025             | AlbinoLeffe           | C                     | 34+1       | 3          | CI-C            | 0               | 0               | -                  | -                  | -                  | -           | -           | -           | 35     | 3      |
| 2025-2026             | Trento                | C                     | 0          | 0          | CI-C            | 0               | 0               | -                  | -                  | -                  | -           | -           | -           | 0      | 0      |
| Totale carriera       | Totale carriera       | Totale carriera       | 352        | 20         |                 | 24              | 1               |                    | 2                  | 1                  |             | 0           | 0           | 387    | 22     |

### Cronologia presenze e reti in nazionale
| Cronologia completa delle presenze e delle reti in nazionale ― Italia under 21 | Cronologia completa delle presenze e delle reti in nazionale ― Italia under 21 | Cronologia completa delle presenze e delle reti in nazionale ― Italia under 21 | Cronologia completa delle presenze e delle reti in nazionale ― Italia under 21 | Cronologia completa delle presenze e delle reti in nazionale ― Italia under 21 | Cronologia completa delle presenze e delle reti in nazionale ― Italia under 21 | Cronologia completa delle presenze e delle reti in nazionale ― Italia under 21 | Cronologia completa delle presenze e delle reti in nazionale ― Italia under 21 |
| Data                                                                           | Città                                                                          | In casa                                                                        | Risultato                                                                      | Ospiti                                                                         | Competizione                                                                   | Reti                                                                           | Note                                                                           |
| ------------------------------------------------------------------------------ | ------------------------------------------------------------------------------ | ------------------------------------------------------------------------------ | ------------------------------------------------------------------------------ | ------------------------------------------------------------------------------ | ------------------------------------------------------------------------------ | ------------------------------------------------------------------------------ | ------------------------------------------------------------------------------ |
| 14-8-2013                                                                      | Senec                                                                          | Slovacchia under 21                                                            | 1 – 4                                                                          | Italia under 21                                                                | Amichevole                                                                     | -                                                                              | 46’                                                                            |
| 9-9-2013                                                                       | Nicosia                                                                        | Cipro under 21                                                                 | 0 – 2                                                                          | Italia under 21                                                                | Qual. Europeo Under-21 2015                                                    | -                                                                              | 46’                                                                            |
| 14-10-2013                                                                     | Genk                                                                           | Belgio under 21                                                                | 0 – 1                                                                          | Italia under 21                                                                | Qual. Europeo Under-21 2015                                                    | -                                                                              |                                                                                |
| 14-11-2013                                                                     | Reggio Emilia                                                                  | Italia under 21                                                                | 3 – 0                                                                          | Irlanda del Nord under 21                                                      | Qual. Europeo Under-21 2015                                                    | -                                                                              | 64’                                                                            |
| 19-11-2013                                                                     | Gornji Milanovac                                                               | Serbia under 21                                                                | 1 – 0                                                                          | Italia under 21                                                                | Qual. Europeo Under-21 2015                                                    | -                                                                              | 54’                                                                            |
| Totale                                                                         |                                                                                | Presenze                                                                       | 5                                                                              |                                                                                | Reti                                                                           | 0                                                                              |                                                                                |

## Palmarès

### Club

#### Competizioni giovanili
- Champions Under-18 Challenge: 1

Inter: 2010

#### Competizioni nazionali
- Campionato italiano di Serie B: 1

Cagliari: 2015-2016
Verona: 2016-2017
- Serie C: 1

Monza: 2019-2020 (Girone A)
- Coppa di Croazia: 2

Hajduk Spalato: 2021-2022, 2022-2023